# Nicotiana azambujae
Nicotiana azambujae är en potatisväxtart som beskrevs av L. B. Smith och Downs. Nicotiana azambujae ingår i släktet tobak, och familjen potatisväxter. Inga underarter finns listade i Catalogue of Life.